# آزادماهی سیبری
آزادماهی سیبری (نام علمی: Hucho taimen) نام یک گونه از سرده آزادماهی‌های اوراسیایی است.